# Вардаблур (Араґацотн)
Вардаблур (вірм. Վարդաբլուր) — село в марзі Арагацотн, на північному заході Вірменії. Село розташоване впритул до південно-східної частини однойменної гори висотою 2376 м і практично зливається з горою. Село розташоване за 55 км на північ від Аштарака, за 17 км на північний захід від Апарана, за 35 км на схід від Артіка і за 24 км на південь від Спітака. За 5 км на схід розташоване село Алагяз, з яким з'єднує асфальтована дорога. Село Алагяз розташоване на транспортній розв'язці, від якого йдуть три траси: на південний схід (в Єреван, Аштарак і Апаран), на північ (в Ванадзор і Спітак) і на південний захід (в Гюмрі, Артік і Маралік).